# Синиця індійська
Синиця індійська (Machlolophus aplonotus) — вид горобцеподібних птахів родини синицевих (Paridae).

## Поширення
Вид поширений на Індійському субконтиненті. Мешкає у відкритих тропічних лісах.

## Опис
Птах завдовжки близько 13 см. Їхня нижня частина тіла жовта з широкою чорною смугою (ширшою у самців), що тягнеться від горла до хвоста. Має великий шлейф на чорній шапці з жовтими кінчиками на спині. Його горло, потилиця, лорум і око також чорні; а їхні надбрівні смужки та щоки жовті. Верхня частина переважно оливково-зелена, хоча крила чорні з двома білими або жовтуватими смугами.
Самиці та молодняк мають менш насичений жовтий відтінок, ніж самці. Крім того, у південних популяцій жовте забарвлення нижніх частин менш інтенсивне, ніж у північних.

## Спосіб життя
Це спритний і активний птах, який шукає комах і павуків у верхівках дерев, а іноді також їсть фрукти. Для гнізд використовує дупла дерев. Кладка, як правило, складається з 3–5 білих яєць з червоними плямами.